# Eric Pleskow
Eric Pleskow (ur. 24 kwietnia 1924 w Wiedniu jako Erich Pleskoff, zm. 1 października 2019 w Westport) – austriacki producent filmowy.

## Życiorys
Pleskow był synem żydowskich kupców. W 1938 roku jego rodzina wyemigrowała do USA, W 1943 roku został wcielony do armii amerykańskiej. Po II wojnie światowej Pleskow wrócił do Austrii i kierował pięcioma przesłuchaniami podczas denazyfikacji. Z uwagi na wykształcenie w zakresie montażu filmów, które ukończył przed dołączeniem do wojska, w 1945 został kierownikiem filmowym i został przydzielony do przebudowy Bawarskiego Studia Filmowego w Monachium w Niemczech.
Od 1951 roku pracował dla United Artists i był odpowiedzialny za montowanie filmów w Europie i Afryce Południowej. Zaczął także produkować filmy. W 1973 roku został prezydentem United Artists. Pod jego przewodnictwem United Artists zdobyli Oscara za najlepszy obraz trzy lata z rzędu (1975: Lot nad kukułczym gniazdem, 1976: Rocky, 1977: Annie Hall).
W 1978 roku Pleskow opuścił United Artists i stworzył Orion Pictures, którym kierował do 1992 roku. Ich największe sukcesy pod jego kierownictwem to Amadeusz, Tańczący z wilkami i Milczenie owiec.
Od 1998 roku Pleskow był prezesem Festiwalu Filmowego  w Wiedniu. W lutym 2007 otrzymał honorowe obywatelstwo Wiednia, po Billym Wilderze i Teddym Kolleku.